# Équipe cycliste ColoQuick
L'équipe cycliste ColoQuick est une équipe cycliste danoise ayant le statut d'équipe continentale. Fondée en 2004, elle a porté jusqu'en 2014 le nom de son principal sponsor durant cette période, Designa Køkken.

## Histoire de l'équipe
En 2010, l'équipe fusionne avec l'équipe Blue Water-Cycling for Health, pour former l'équipe Designa Køkken-Blue Water.
Faute de sponsors, l'équipe disparaît à la fin de la saison 2010 mais est finalement conservée sous ce même nom mais en amateur.
L'équipe revient en 2012 dans le groupe des équipes continentales sous le nom de Designa Køkken-Knudsgaard.
En 2014, Designa Køkken décide de mettre fin à son engagement avec l'équipe à l'issue de la saison. À partir de 2015 et pour trois ans, la société Calvex devient le nouveau sponsor principal de l'équipe. Celle-ci porte le nom de ColoQuick, produit que Calvex souhaite promouvoir,.

## Principales victoires

### Compétitions internationales
- Championnats d'Europe[n 1]
  - Contre-la-montre espoirs : 2019 (Johan Price-Pejtersen)

### Courses d'un jour
- Ronde de l'Oise : Fredrik Johansson (2007)
- Grand Prix de Dourges : Martin Mortensen (2007)
- Rogaland Grand Prix : Michael Tronborg (2008)
- Duo normand : Martin Mortensen et Michael Tronborg (2008)
- Grand Prix de Lillers : Aleksejs Saramotins (2009)
- Boucle de l'Artois : Sergey Firsanov (2009)
- Grand Prix Herning : René Jørgensen (2009) et Mads Østergaard (2021)
- Ringerike Grand Prix : Sergey Firsanov (2009)
- Druivenkoers Overijse : Aleksejs Saramotins (2009)
- Münsterland Giro : Aleksejs Saramotins (2009)
- Fyen Rundt : Jens-Erik Madsen (2010)
- Skive-Lobet : Alexander Kamp (2015), Rasmus Bøgh Wallin (2018), Frederik Rodenberg (2019)
- Grand Prix Horsens : Alexander Kamp (2015)
- Grand Prix Kalmar : Rasmus Bøgh Wallin (2017)
- Ronde van Midden-Nederland : Casper von Folsach (2018)
- Himmerland Rundt :  Niklas Larsen (2019)
- Lillehammer GP :  Niklas Larsen (2019)
- Eschborn-Francfort espoirs : Frederik Rodenberg (2019) et Joshua Gudnitz (2023)
- Gylne Gutuer : William Blume Levy (2021)

### Courses par étapes
- Tour du Danemark : Jakob Fuglsang (2008), Niklas Larsen (2019)
- Cinq anneaux de Moscou : Sergey Firsanov (2010)
- Olympia's Tour : Julius Johansen (2018)
- Tour du Loir-et-Cher : Emil Toudal (2024)

### Championnats nationaux
- Championnats du Danemark sur route : 4
  - Course en ligne espoirs : 2024 (Pelle Køster)
  - Contre-la-montre espoirs : 2015 (Mads Würtz Schmidt), 2018 (Julius Johansen) et 2019 (Johan Price-Pejtersen)

## Classements UCI
L'équipe participe aux épreuves des circuits continentaux et en particulier de l'UCI Europe Tour. Les tableaux ci-dessous présentent les classements de l'équipe sur les différents circuits, ainsi que son meilleur coureur au classement individuel.
UCI Africa Tour
| UCI Africa Tour | UCI Africa Tour        | UCI Africa Tour                           | UCI Africa Tour |
| Année           | Classement par équipes | Meilleur coureur au classement individuel |                 |
| --------------- | ---------------------- | ----------------------------------------- | --------------- |
|                 |                        |                                           |                 |
| Source : UCI    |                        |                                           |                 |

UCI America Tour
| UCI America Tour | UCI America Tour       | UCI America Tour                          | UCI America Tour |
| Année            | Classement par équipes | Meilleur coureur au classement individuel |                  |
| ---------------- | ---------------------- | ----------------------------------------- | ---------------- |
| 2015             | 28e                    | Alexander Kamp (128e)                     |                  |
|                  |                        |                                           |                  |
| Source : UCI     |                        |                                           |                  |

UCI Asia Tour
| UCI Asia Tour | UCI Asia Tour          | UCI Asia Tour                             | UCI Asia Tour |
| Année         | Classement par équipes | Meilleur coureur au classement individuel |               |
| ------------- | ---------------------- | ----------------------------------------- | ------------- |
| 2013          | 67e                    | Philip Nielsen (295e)                     |               |
| 2016          | 38e                    | Jonas Vingegaard (83e)                    |               |
|               |                        |                                           |               |
| Source : UCI  |                        |                                           |               |

UCI Europe Tour
| UCI Europe Tour | UCI Europe Tour        | UCI Europe Tour                           | UCI Europe Tour |
| Année           | Classement par équipes | Meilleur coureur au classement individuel |                 |
| --------------- | ---------------------- | ----------------------------------------- | --------------- |
| 2012            | 124e                   | Alexander Mørk (1113e)                    |                 |
| 2013            | 110e                   | Rolf Broge (528e)                         |                 |
| 2014            | 117e                   | Rolf Broge (749e)                         |                 |
| 2015            | 51e                    | Alexander Kamp (58e)                      |                 |
| 2016            | 113e                   | Aske Vorre Louring (1071e)                |                 |
| 2017            | 53e                    | Torkil Veyhe (296e)                       |                 |
| 2018            | 38e                    | Emil Vinjebo (158e)                       |                 |
| 2019            | 29e                    | Niklas Larsen (124e)                      |                 |
| 2020            | 55e                    | Anthon Charmig (360e)                     |                 |
| 2021            | 53e                    | Mads Østergaard (505e)                    |                 |
| 2022            | 46e                    | Sebastian Kolze Changizi (342e)           |                 |
| 2023            | 41e                    | -                                         |                 |
|                 |                        |                                           |                 |
| Source : UCI    |                        |                                           |                 |

L'équipe est également classée au Classement mondial UCI qui prend en compte toutes les épreuves UCI et concerne toutes les équipes UCI.
| Classement mondial | Classement mondial     | Classement mondial                        | Classement mondial |
| Année              | Classement par équipes | Meilleur coureur au classement individuel |                    |
| ------------------ | ---------------------- | ----------------------------------------- | ------------------ |
| 2016               | -                      | Jonas Vingegaard (683e)                   |                    |
| 2017               | -                      | Torkil Veyhe (533e)                       |                    |
| 2018               | -                      | Emil Vinjebo (305e)                       |                    |
| 2019               | 54e                    | Niklas Larsen (151e)                      |                    |
| 2020               | 89e                    | Anthon Charmig (439e)                     |                    |
| 2021               | 80e                    | Mads Østergaard (630e)                    |                    |
| 2022               | 82e                    | Sebastian Kolze Changizi (428e)           |                    |
| 2023               | 76e                    | Henrik Pedersen (551e)                    |                    |
| 2024               | -                      | Pelle Køster (773e)                       |                    |
|                    |                        |                                           |                    |
| Source : UCI       |                        |                                           |                    |

## Team ColoQuick en 2025
Effectif
| Effectif 2025                | Effectif 2025     | Effectif 2025       | Effectif 2025                                 |
| Cycliste                     | Date de naissance | Pays                | Équipe précédente                             |
| ---------------------------- | ----------------- | ------------------- | --------------------------------------------- |
| Malte Hellerup               | 7 avril 2004      | Danemark            | Aalborg-Sparekassen Danmark (2024)            |
| Tobias Aagaard Hansen        | 10 mars 2002      | Danemark            | BHS-PL Beton Bornholm (2024)                  |
| Tore Troelsen                | 17 juin 2005      | Danemark            | CeramicSpeed Herning CK Junior (2023)         |
| Anders Vos Sørensen          | 11 mars 2004      | Danemark            | Team Mascot Workwear (2022)                   |
| Mads Bertram Kristensen      | 4 avril 2006      | Royaume du Danemark | CeramicSpeed Herning CK Junior (2024)         |
| Tobias Svarre                | 19 juillet 2004   | Danemark            | Team NPV-Carl Ras Roskilde Junior (2022)      |
| Emil Toudal                  | 28 mai 1996       | Danemark            | BHS-PL Beton Bornholm (2022)                  |
| Magnus Lorents Nielsen       | 23 novembre 2003  | Danemark            | Team Sparekassen Danmark Aalborg (2022)       |
| Otto Schultz Jølving         | 25 septembre 2006 | Royaume du Danemark | Team Mascot Workwear (2024)                   |
| Adam Holm                    | 1 septembre 2002  | Danemark            | Hagens Berman Jayco (2024)                    |
| Joshua Gudnitz               | 19 août 2001      | Danemark            | BHS-PL Beton Bornholm (2021)                  |
| Morten Nørtoft               | 5 septembre 2002  | Danemark            | Team Visma \| Lease a Bike Development (2024) |
| Conrad Haugsted              | 13 janvier 2005   | Danemark            | Team NPV-Carl Ras Roskilde Junior (2023)      |
| Aksel Bech Skot-Hansen       | 11 juin 2000      | Danemark            | JS.dk (2023)                                  |
| Nikolaj Ankerstjerne Klausen | 21 novembre 2006  | Royaume du Danemark | Team Uno-X-Carl Ras Roskilde Junior (2024)    |
|                              |                   |                     |                                               |
| Source : ProCyclingStats     |                   |                     |                                               |

Victoires
| Victoires | Victoires | Victoires | Victoires | Victoires | Victoires |
| Date      | Course    | Pays      | Classe    | Vainqueur |           |
| --------- | --------- | --------- | --------- | --------- | --------- |